# 汤米·特勒尔森
汤米·特勒尔森（丹麥語：Tommy Troelsen，1940年7月10日—2021年3月9日），丹麦男子足球运动员，场上位置是前锋。他曾代表丹麦国奥队参加1960年夏季奥林匹克运动会足球比赛，获得一枚银牌。